# Ishida Mitsunari
En aquest nom japonès, el cognom és Ishida.
Ishida Mitsunari (石田 三成, 1559 – 6 de novembre de 1600) fou un samurai japonès que comandà a l'exèrcit de l'Oest en la batalla de Sekigahara en el període Azuchi-Momoyama del segle xvii de la història del Japó.

## Història
Mitsunari nasqué al sud de la Província Ōmi (el que és ara la Prefectura de Shiga) i fou el segon fill de Ishida Masatsugu, que era un dels comandants al servei del clan Azai, el qual van abandonar després de la seua derrota de 1573.
Mitsunari, encara sent molt jove conegué a Toyotomi Hideyoshi, que en aqueix llavors era daimyō de Nagahama. Quan Hideyoshi va liderar les campanyes en la regió Chūgoku, Mitsunari va estar present en els atacs a castells com el Castell Tottori i el Castell Takamatsu.
Quan Hideyoshi arribà a un gran poder polític en el país, Mitsunari va ser reconegut com un talentós administrador financer a causa dels seus coneixements i la seua habilitat en els càlculs. A partir de 1585, Mitsunari es convertí en l'administrador de la Província Sakai, el qual va ocupar juntament amb el seu germà major, Ishida Masazumi. Mitsunari va ser triat un dels cinc bugyo o administradors majors del govern de Hideyoshi, qui ho anomenà daimyō de Sawayama en la Província Ōmi, quan li va lliurar una extensió de 500,000 koku. El Castell Sawayama tenia la fama en eixe temps com un dels millors fortificats.
Mitsunari fou el líder dels buròcrates en el govern de Hideyoshi i era conegut pel seu caràcter estricte. Encara que tenia molts amics, estava en dolents termes amb alguns daimyō reconeguts com a bons guerrers, incloent a Fukushima Masanori, parent d'Hideyoshi. Després de la mort d'Hideyoshi el seu conflicte empitjorà. El punt central del conflicte era la qüestió de si es podia confiar que Tokugawa Ieyasu brindara el seu suport al governe Toyotomi, sent que el successor Toyotomi Hideyori era solament un xiquet.
En 1600 es portà a terme la batalla de Sekigahara com a resultat d'aquest conflicte polític. Mitsunari tingué èxit a organitzar un exèrcit comandat per Mori Turemoto, però la coalició encapçalada per Tokugawa Ieyasu era major pel que Mitsunari eixí derrotat.
Després de la seua derrota, Mitsunari intentà escapar però va ser capturat per alguns llogarenys. Fou executat en una particularment cruel decapitació en Kioto, on fou enterrat fins als muscles en el sòl i als residents se'ls va convidar que serraran el coll de Mitsunari amb una serra de bambú. Després de l'execució, el seu cap va ser mostrada públicament en la ciutat. Altres daimyō de l'exèrcit de l'oest com Konishi Yukinaga i Ankokuji Ekei també van ser executats.